# الاتحاد الأوكراني لكرة القدم
تأسس الاتحاد الأوكراني لكرة القدم في عام 1991م وانضم إلى الإتحاد الدولي لكرة القدم في 1992م وانضم إلى الاتحاد الأوروبي لكرة القدم في 1992م.